# Avalon (banda finlandesa)
Avalon, ou, Timo Tolkki's Avalon é um projeto de metal opera criado e liderado pelo guitarrista e compositor finlandês Timo Tolkki (ex-Stratovarius, ex-Revolution Renaissance, ex-Symfonia). Foi fundado em 2012.
Segundo Timo, "eu considero o conceito de metal opera fascinante e lógico para mim neste ponto da minha carreira. Eu amo música clássica e assim como na ópera clássica, na metal opera você também pode criar histórias e ter possibilidades quase sem limites musicalmente." 
O primeiro álbum do projeto, The Land of New Hope, foi lançado em 17 de maio de 2013 pela Frontiers Records. O álbum teve como músicos convidados o baterista Alex Holzwarth, os tecladistas Jens Johansson e Derek Sherinian e os vocalistas Elize Ryd, Michael Kiske, Russell Allen, Rob Rock, Sharon den Adel e Tony Kakko.
Tobias Sammet, músico alemão e mentor do Avantasia, outra metal opera que teve seu sexto álbum lançado em março de 2013, recebeu as primeiras notícias de Avalon com sarcasmo, dizendo: "Uau, alguém é extraordinariamente criativo aqui: o nome, os convidados, o tempo... Que coincidência engraçada, não é?! Mas tiveram milhares de metal operas, especialmente após o Avantasia. Assim são os negócios...". Contudo, mais tarde ele afirmou: "Houve um monte de metal operas por aí, e eu tenho que lidar com isso. Se algo é muito bem sucedido ou até mal sucedido então outras pessoas podem se sentir inspiradas por isso. É o Timo Tolkki, o que eu posso dizer, ele é um cara legal e ele faz o que faz. Eu desejo sorte a ele."
Angels of the Apocalypse é o segundo álbum do projeto. Foi lançado em 16 de maio de 2014 pela Frontiers Records e novamente trouxe vários vocalistas e instrumentistas convidados. A vocalista Elize Ryd do Amaranthe volta a cantar no disco, sendo a única recorrência, já que todo restante do elenco foi reformado: Floor Jansen (Nightwish, ReVamp) e Fabio Lione (Rhapsody of Fire, Angra) cantaram a maior parte do disco, sendo estes cantores acompanhados por: David DeFeis (Virgin Steele), Simone Simons (Epica), Caterina Nix5 (cantora solo chilena cujo álbum de estreia produzido pelo próprio Timo Tolkki) e Zachary Stevens (ex-Savatage, Circle II Circle).
Em 2019, Timo Tolkki lança a terceira e última parte da trilogia de Avalon, o álbum Return to Eden ("Retorno ao Éden" em português), que contém como principal música de trabalho, a faixa Promises.

## Integrantes
- Timo Tolkki (ex-Stratovarius, ex-Revolution Renaissance, ex-Symfonia) - Guitarras, baixo, produção
- Alex Holzwarth (Rhapsody of Fire) - bateria
- Jens Johansson (Stratovarius) - teclados
- Derek Sherinian (ex-Dream theater, Black Country Communion) - teclados

### Vocalistas
- Michael Kiske (Unisonic, Helloween)
- Sharon den Adel (Within Temptation)
- Rob Rock (Impellitteri, Axel Rudi Pell)
- Russell Allen (Symphony X, Adrenaline Mob, Star One)
- Elize Ryd (Amaranthe)
- Tony Kakko (Sonata Arctica)
- Floor Jansen (Nightwish)
- Todd Michael Hall (Riot V)
- Mariangela Demurtas (Tristania)
- James Labrie (Dream Theater)

## Discografia
Álbuns de estúdio
- The Land of New Hope (2013)
- Angels of the Apocalypse (2014)
- Return to Eden (2019)
- The Enigma Birth (2021) [8]

Singles
- "Enshrined in My Memory" (2013)
- "Design the Century" (2014)
- "Promises" (2019)
- 'Master of hell, slave in heaven' (2021)